# Svenska serien i ishockey 1941/42
Die Saison 1941/42 war die siebte Spielzeit der Svenska serien i ishockey, der höchsten schwedischen Eishockeyspielklasse. Meister wurde Hammarby IF. Der Nacka SK und der IK Hermes stiegen in die zweite Liga ab.

## Modus
In der Hauptrunde absolvierte jeder der acht Mannschaften insgesamt 14 Spiele. Der Erstplatzierte der Hauptrunde wurde Meister. Die beiden Letztplatzierten stiegen direkt in die zweite Liga ab. Für einen Sieg erhielt jede Mannschaft zwei Punkte, bei einem Unentschieden gab es einen Punkt und bei einer Niederlage null Punkte.

## Hauptrunde
|    | Klub            | Sp | S  | U | N  | T  | GT | Punkte |
| -- | --------------- | -- | -- | - | -- | -- | -- | ------ |
| 1. | Hammarby IF     | 14 | 12 | 1 | 1  | 52 | 13 | 25     |
| 2. | Södertälje SK   | 14 | 10 | 3 | 1  | 37 | 14 | 23     |
| 3. | IK Göta         | 14 | 9  | 1 | 4  | 51 | 24 | 19     |
| 4. | Reymersholms IK | 14 | 8  | 2 | 4  | 38 | 23 | 18     |
| 5. | AIK Solna       | 14 | 6  | 0 | 8  | 37 | 33 | 12     |
| 6. | Karlbergs BK    | 14 | 3  | 2 | 9  | 22 | 50 | 8      |
| 7. | Nacka SK        | 14 | 2  | 1 | 11 | 16 | 52 | 5      |
| 8. | IK Hermes       | 14 | 1  | 0 | 13 | 16 | 60 | 2      |

Sp = Spiele, S = Siege, U = Unentschieden, N = Niederlagen